# ハルカトミユキ
ハルカトミユキは、日本の女性フォーク・ロックユニット。

## 略歴
立教大学の音楽サークルで知り合う。森田童子、銀杏BOYZ、ニルヴァーナを同時期に聴いていたことから仲良くなり、デュオを結成。
2012年11月14日、1stミニアルバム『虚言者が夜明けを告げる。僕達が、いつまでも黙っていると思うな。』でインディーズデビュー。2ndミニアルバム『真夜中の言葉は青い毒になり、鈍る世界にヒヤリと刺さる。』に収録されている「ドライアイス」はスペースシャワーやFM802でヘビーローテーションされた。
2013年、iTunes Storeが選ぶ2013年期待の新人アーティスト「ニューアーティスト2013」の1組として選ばれる。同年11月6日に、1stフルアルバム『シアノタイプ』で、ソニー・ミュージックアソシエイテッドレコーズからメジャーデビュー。
2019年5月29日に、デビューからの軌跡を描いた初のベストアルバム『BEST 2012-2019』を発表。
2022年1月1日、事務所から独立。同月5日にはオフィシャルホームページをリニューアルオープンし、新たなアーティスト写真とユニットロゴも発表された。

## メンバー
ハルカ（雲居ハルカ）（1989年10月2日 - ）
ボーカル&ギター担当。また、全ての曲の作詞を担当（一部は共作。カバー曲は除く）。
本名は福島遥。
立教大学文学部卒業。詩人・評論家の阿部嘉昭の教え子で、阿部のファンサイトに2010年の福島の歌集『きんいろ』が掲載されている。
穂村弘の影響から短歌を作っており、本名名義で歌集を自主出版し、2013年には穂村本人と対談を果たしている。穂村の著書『もしもし、運命の人ですか。』角川文庫版では解説を担当。ミニアルバムのタイトルも短歌となっている。2014年9月にミニ歌集『この夏の話』を完成させ、ライブ会場と通販で販売した。
2016年には初めて舞台女優に挑戦し、矢島弘一主宰の劇団東京マハロの第16回公演「そして友は二度死んだ」、第17回公演「女子穴　‐この国の穴を　喜びで埋めよう‐」に出演した。「スカッとジャパン」の再現ドラマに出演したこともある。
2016年前後までハルカトミユキ名義であってもすべて作曲していた（以降は分担制）。
ミユキ（1989年11月16日 - ）
キーボード&コーラス担当。
宇都宮・作新学院、立教大学社会学部卒業。
フレディ・マーキュリーのファン。2016年以降は半数近くの作曲作業にもかかわる。

## ディスコグラフィー

### デジタルシングル
|      | 発売日         | タイトル                       |
| ---- | -------------- | ------------------------------ |
| 1st  | 2013年10月9日  | マネキン                       |
| 2nd  | 2013年10月23日 | mosaic                         |
| 3rd  | 2015年1月21日  | 世界                           |
| 4th  | 2015年2月18日  | 嘘ツキ                         |
| 5th  | 2015年3月18日  | 君はまだ知らない               |
| 6th  | 2015年5月20日  | 春の雨                         |
| 7th  | 2015年6月24日  | COPY                           |
| 8th  | 2015年7月29日  | 宇宙を泳ぐ舟                   |
| 9th  | 2015年9月9日   | 肯定する                       |
| 10th | 2015年10月28日 | new moon                       |
| 11th | 2015年11月25日 | LIFE                           |
| 12th | 2015年12月23日 | ワールドワイドウエブは死んでる |
| 13th | 2016年1月27日  | 恋は魔法さ                     |
| 14th | 2016年6月22日  | 奇跡を祈ることはもうしない     |
| 15th | 2016年8月3日   | DRAG & HUG                     |
| 16th | 2018年8月31日  | 朝焼けはエンドロールのように   |
| 17th | 2018年10月15日 | 17才                           |
| 18th | 2022年6月24日  | Transparent                    |
| 19th | 2025年6月22日  | かわいいひと                   |

### タイアップ
| タイトル         | タイアップ                                                       |
| ---------------- | ---------------------------------------------------------------- |
| ニュートンの林檎 | NHK-FM『ミュージックライン』2013年2月・3月度オープニングテーマ   |
| 手紙             | 映画『ゆらり』主題歌                                             |
| 17才             | TVアニメ『色づく世界の明日から』オープニング主題歌               |
| 夏にだまされて   | 日本テレビ『NNNストレイトニュース』ウェザーテーマ                |
| TIME             | BS-TBS『噂の!東京マガジン』2021年10月 - 12月度エンディングテーマ |

### ミュージックビデオ・リリックビデオ
| タイトル                       | ディレクター                 |
| ------------------------------ | ---------------------------- |
| Vanilla                        | 大久保拓朗                   |
| 絶望ごっこ                     | 田島知樹                     |
| ドライアイス                   | 大久保拓朗                   |
| ニュートンの林檎               | 中野敬久                     |
| マネキン                       | 大久保拓朗                   |
| シアノタイプ                   | 大久保拓朗                   |
| 長い待ち合わせ                 | 大久保拓朗                   |
| Hate you                       | 大久保拓朗                   |
| その日がきたら                 | 大久保拓朗                   |
| 世界 Lyric Video               | 森岡千織                     |
| 嘘ツキ                         | 森岡千織                     |
| 君はまだ知らない               |                              |
| 世界 Music Video               | 藤井道人                     |
| 春の雨                         | 森岡千織                     |
| COPY                           |                              |
| 宇宙を泳ぐ舟                   |                              |
| 肯定する                       | 森岡千織                     |
| new moon                       | 森岡千織                     |
| LIFE                           |                              |
| ワールドワイドウエブは死んでる | 森岡千織                     |
| 恋は魔法さ                     | 森岡千織                     |
| 奇跡を祈ることはもうしない     |                              |
| 光れ                           |                              |
| DRAG＆HUG                      |                              |
| 終わりの始まり                 | Yuumi Kanemitsu (DADAMUSICA) |
| 近眼のゾンビ                   | Yuumi Kanemitsu (DADAMUSICA) |
| 手紙                           | 横尾初喜                     |
| 17才                           |                              |
| どうせ価値無き命なら           | 松永つぐみ                   |
| LIFE 2                         | 三浦 和徳                    |

### 楽曲提供
| アーティスト | 曲名                     | 担当                              | 収録作品              | 備考   |
| ------------ | ------------------------ | --------------------------------- | --------------------- | ------ |
| 楠木ともり   | それを僕は強さと呼びたい | 作詞：ハルカ 作曲：ハルカトミユキ | 『ABSENCE』（2023年） | [ 34 ] |
| 楠木ともり   | NoTE                     | 編曲：ハルカトミユキ              | 『吐露』（2024年）    | [ 35 ] |

## 出演

### ワンマンライブ・主催イベント
2013年 
 2014年 
 2015年 
 2016年 
 2017年 

## 執筆

### コラム
- ハルカトミユキ・ハルカの詳しいことは、知らないが。（2013年6月26日[38]‐11月25日[39]、bounce）
- ハルカトミユキの「伝言ゲーム」（2013年8月‐、 Skream!）隔月連載[40]